# Chalidź-e Sonmijani
Chalidź-e Sonmijani (ang. Sonmiani Bay, urdu ¢alīj-e Sonmiyānī) – zatoka Morza Arabskiego położona u wybrzeży Pakistanu.